# Château de la Chassaigne
Pour les articles homonymes, voir Château de la Chassaigne (homonymie).
Le château de la Chassaigne est situé sur la commune de Thiers, en France.

## Localisation
Le château est situé sur la commune de Thiers dans le département du Puy-de-Dôme, en région Auvergne-Rhône-Alpes.

## Description
La chapelle, à une des extrémités de la galerie, possède des peintures murales allant de l'époque gothique au XVIIIe siècle. Au deuxième étage, une pièce conserve ses lambris de style Louis XIV.
Le parc est conçu comme un ensemble de jardins à l'anglaise.

## Historique
Le château médiéval, de la fin du XVe siècle est transformé au XVIIIe siècle. En 1728, le marquis de Simiane, nouveau propriétaire, le fait restaurer et agrandit le parc. Pendant la Révolution, les Montmorin (fabricants de papier anoblis) abattent les tours. Au XXe siècle, le château perd une partie de ses boiseries. 

## Galerie

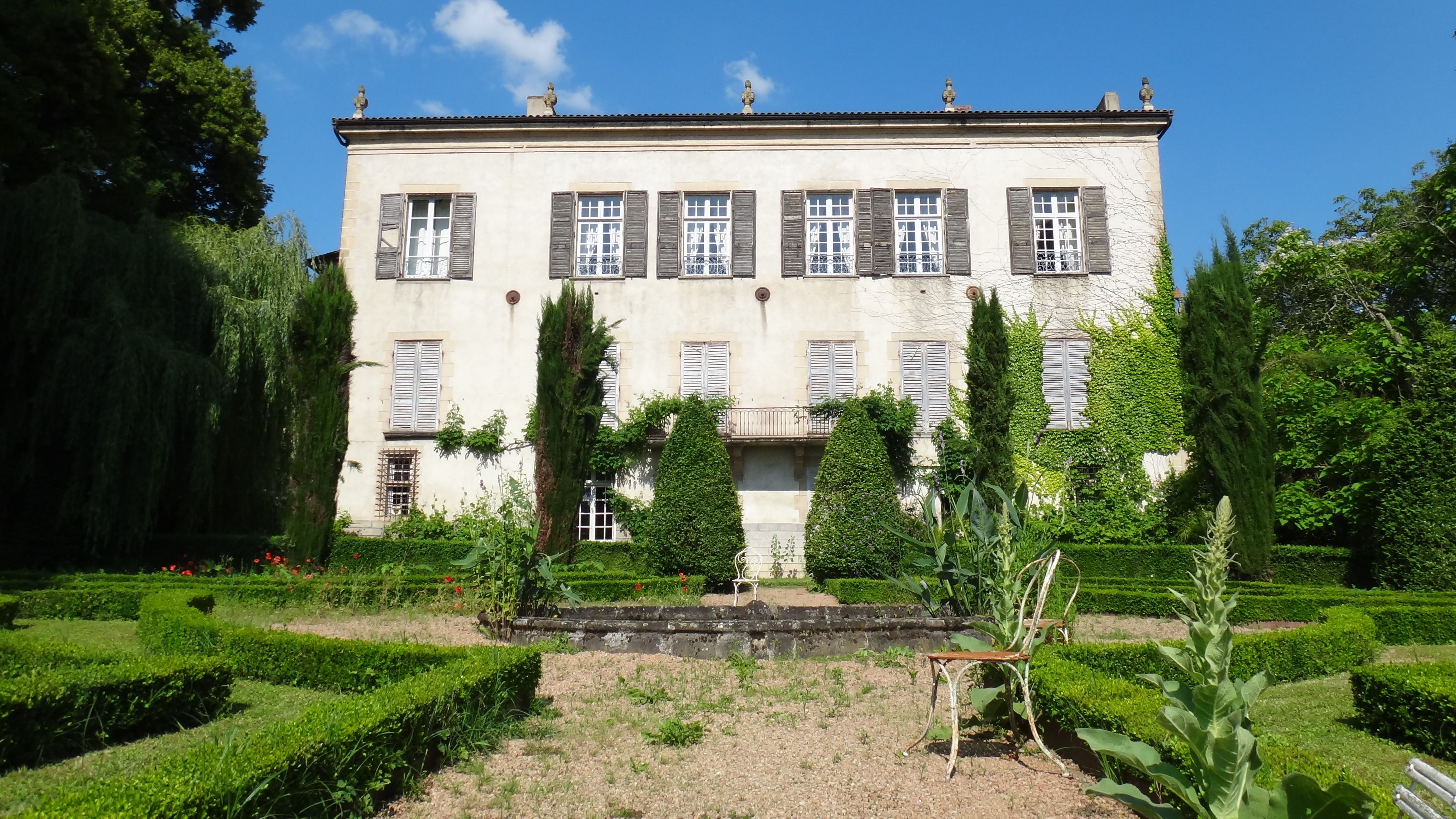
L'arrière du château.
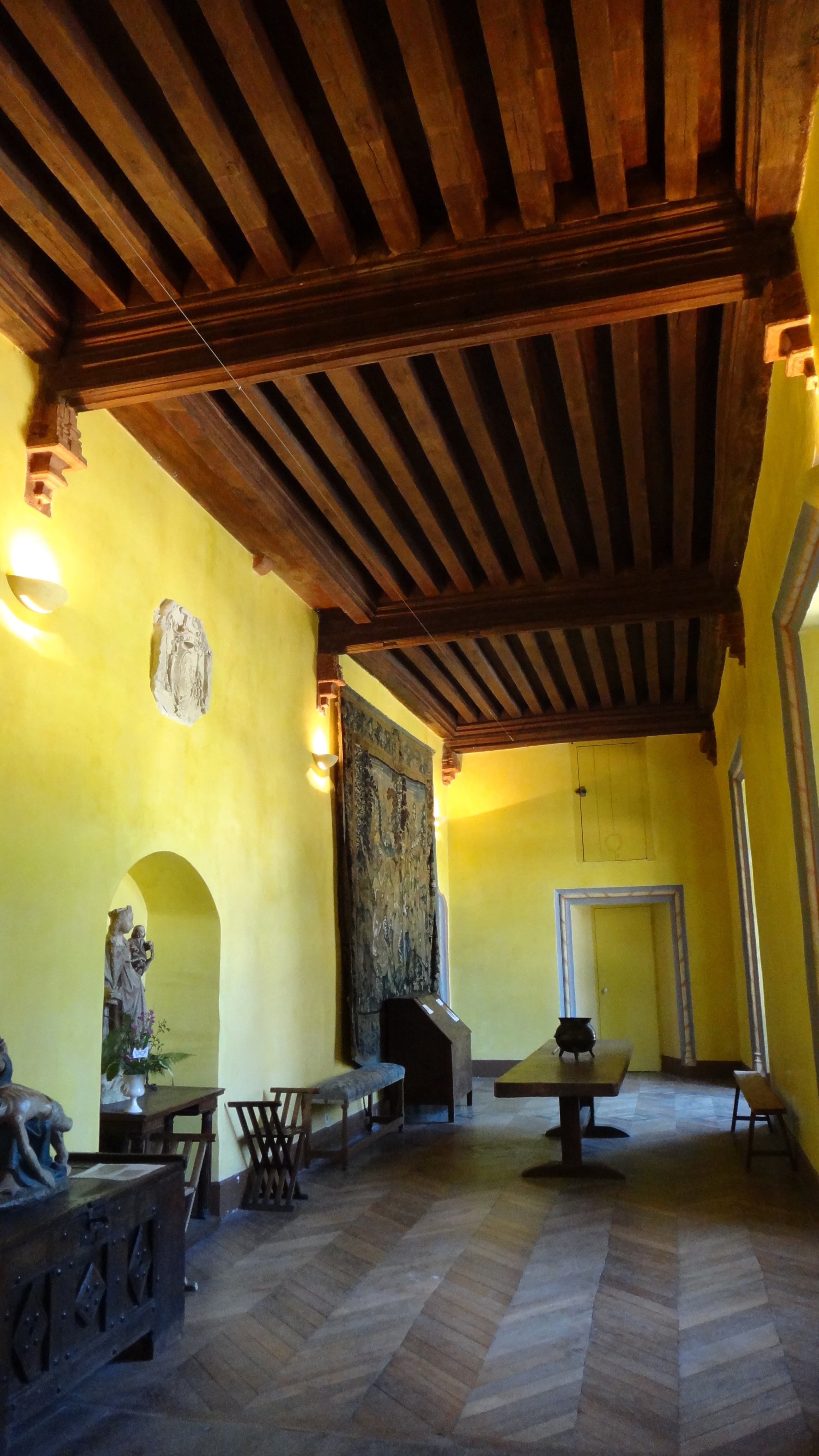
Un couloir au premier étage.
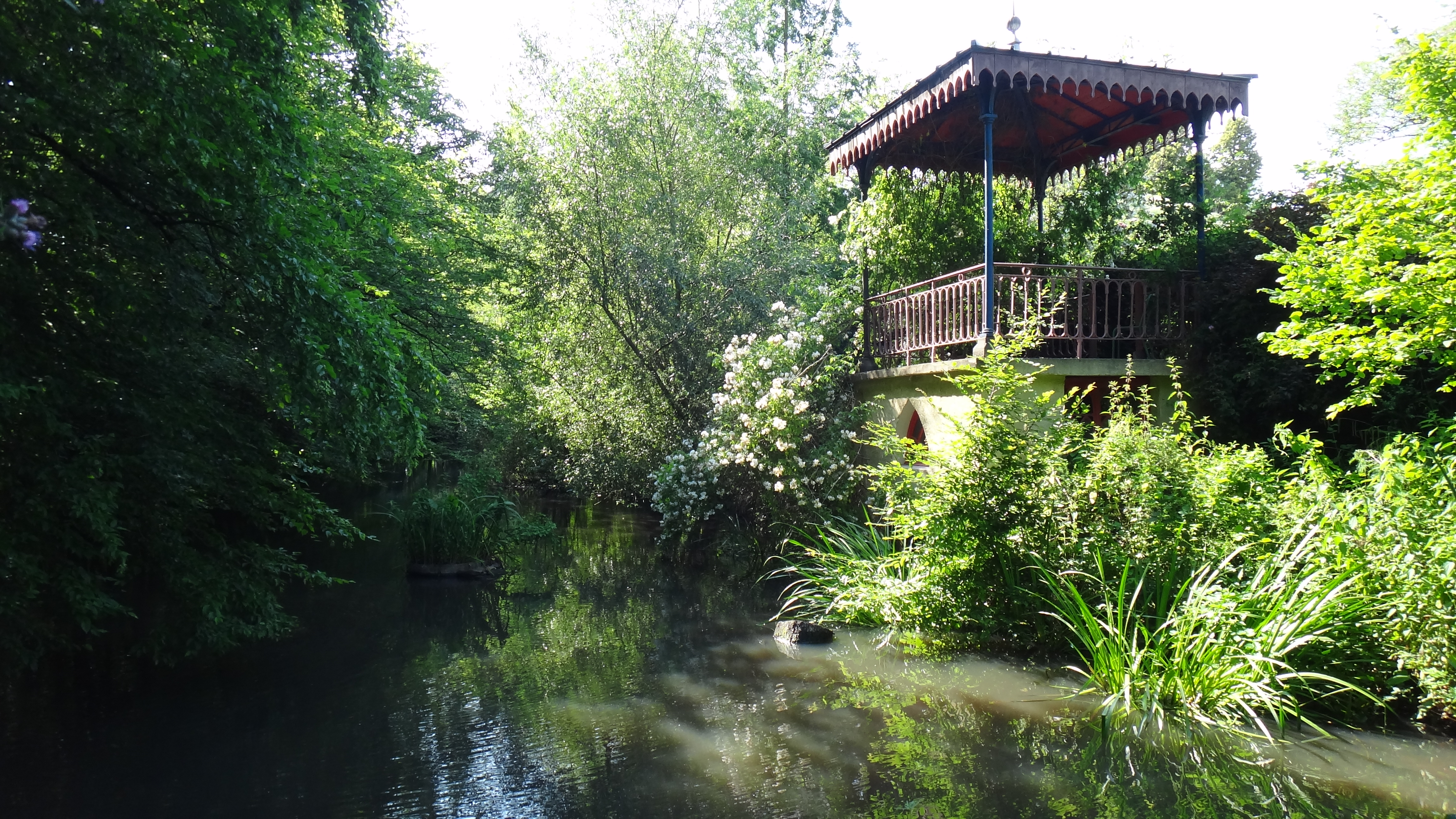
Une petite partie de l'étang dans le jardin.
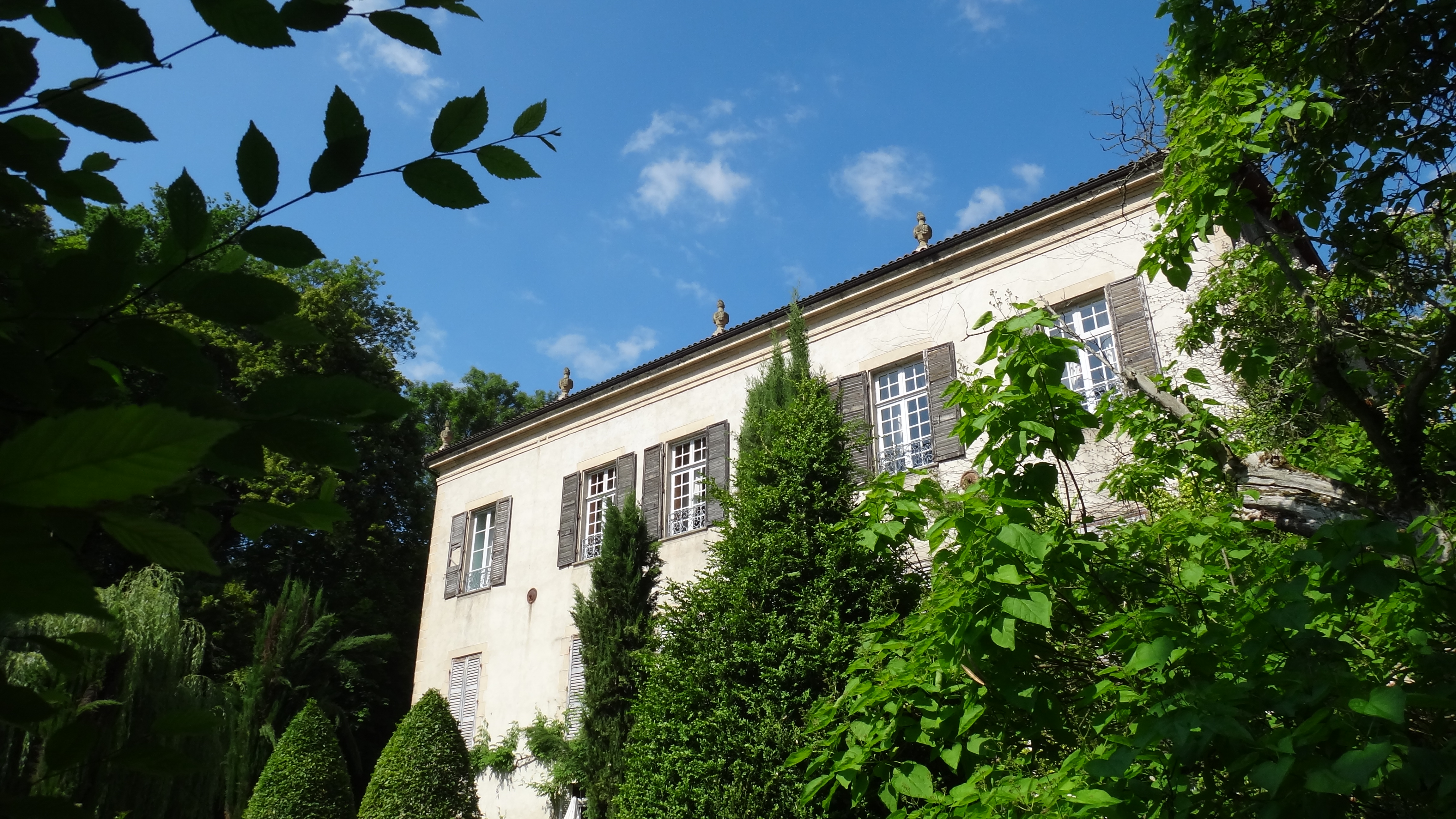
L'arrière du château.